# الأونتولوجيات الطبية الحيوية المفتوحة
الاونتولوجيات الطبية الحيوية المفتوحة (بالإنجليزية: Open Biomedical Ontologies)‏ (اختصارها OBO؛ وكانت تسمى سابقاً Open Biological Ontologies) هي مجهود لخلق معاجم محكومة للاستخدام المشترك عبر مختلف المجالات البيولوجية والطبية. وحتى 2006، تشكل OBO جزءاً من مصادر المركز الوطني للانتولوجيا الطبية الحيوية الأمريكي، حيث ستشكل عنصراً مركزياً في NCBO's BioPortal.

## الهامش
1. ↑  "معلومات عن الأونتولوجيات الطبية الحيوية المفتوحة على موقع babelnet.org". babelnet.org. مؤرشف من الأصل في 2019-12-11.

## وصلات خارجية
- Open Biomedical Ontologies (OBO)
- Ontology browser for most of the Open Biological Ontologies at BRENDA website
- PubOnto: OBO-based literature search tool